# Аннаев, Гурбанмырат Какамырадович
Гурбанмырат Аннашович Аннаев (туркм. Gurbanmyrat Annaýew) — туркменский государственный деятель. Министр национальной безопасности Туркменистана (2020—2023).

## Карьера
В октябре 2007 года — заместитель начальника 3-го отдела Управления по Ашхабаду Министерства национальной безопасности Туркменистана.
Заместитель министра внутренних дел Туркменистана (? — 06 января 2018).
Заместитель министра национальной безопасности Туркменистана (06 января 2018 — 12 февраля 2020).
Министр национальной безопасности Туркменистана (12 февраля 2020 — 3 февраля 2023).

## Награды
- Медаль «Мужество» (23.10.2007)
- Орден «Гарашсызлык» (29.09.2022)[3]

## Звания
- подполковник полиции (с января 2018)
- полковник (с февраля 2020)